# Tchou, tchou le petit train
 (février 2017).
Si vous disposez d'ouvrages ou d'articles de référence ou si vous connaissez des sites web de qualité traitant du thème abordé ici, merci de compléter l'article en donnant les références utiles à sa vérifiabilité et en les liant à la section « Notes et références ».
Singles de Dorothée
Rox et Rouky
(1981)
Tchou, tchou le petit train est une chanson de Dorothée sortie en 1981.
Elle sort d'abord en 1981 sur un 45 tours. Elle est intégrée au second album de Dorothée Hou ! La menteuse qui sort un an plus tard, contrairement à la face B du 45 tours La chanson des pieds. 
Tchou tchou le petit train est la première chanson de Dorothée dont le texte a été écrit par Michel Jourdan, qui lui fournira par la suite au moins une chanson par album[réf. nécessaire].
Tchou, tchou le petit train bénéficie d'un clip diffusé dans Récré A2.

## Supports
| Année | Format   | Label        | Catalogue            |
| ----- | -------- | ------------ | -------------------- |
| 1981  | 45 Tours | AB / Adès    | AB 11.051 / Adès     |
| 1981  | 45 Tours | AB / Polydor | AB 2097187 / POL 100 |